# Ezüstfafélék
Az ezüstfafélék vagy olajfűzfélék (Elaeagnaceae) a rózsavirágúak (Rosales) rendjének egy családja.

## Nemzetségek
A családba három nemzetséget sorolnak:
- Elaeagnus L. – ezüstfa
- Hippophae L. – homoktövis
- Shepherdia Nutt.